# Vanitas

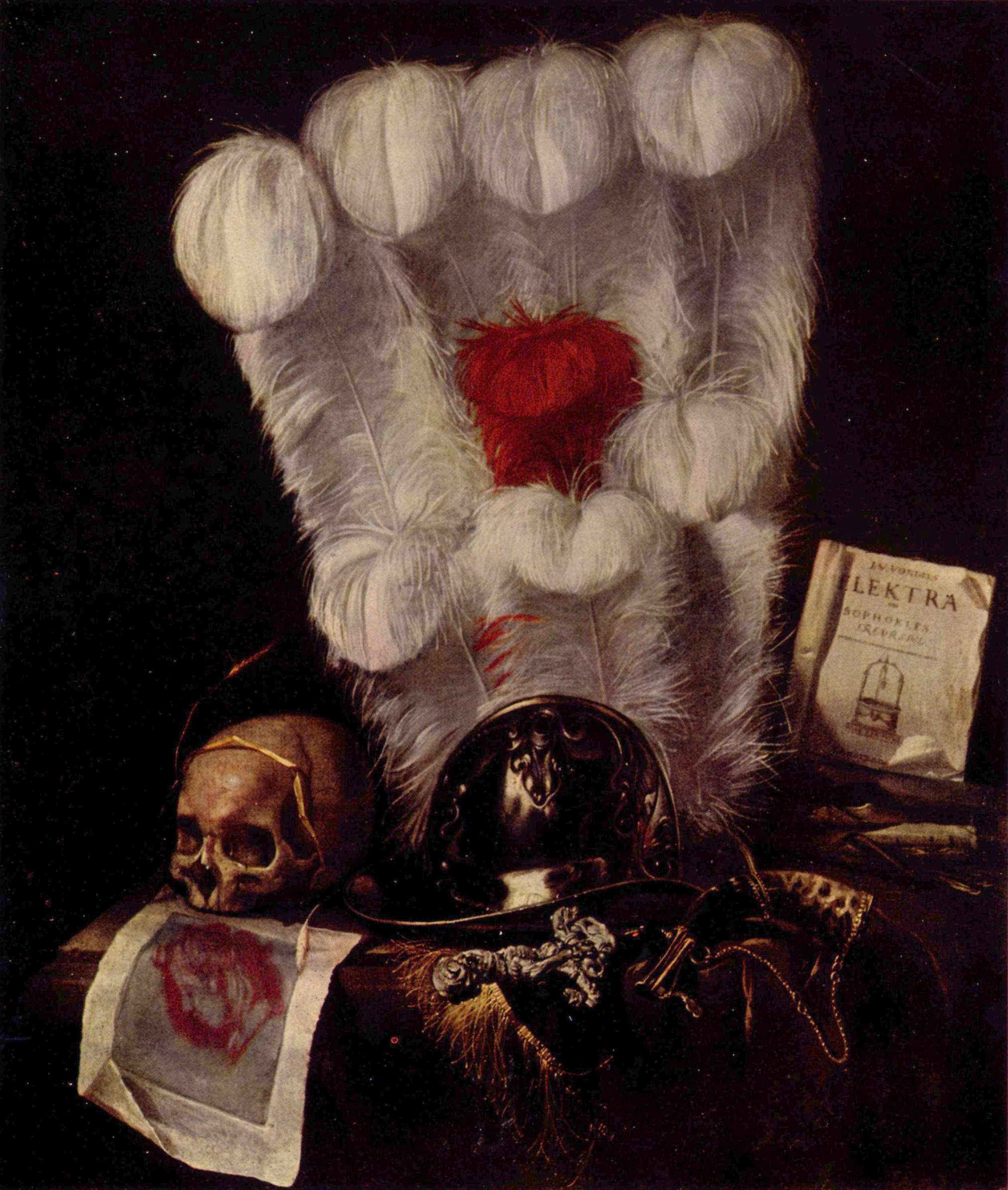
Vanitas de Juriaen van Streeck.

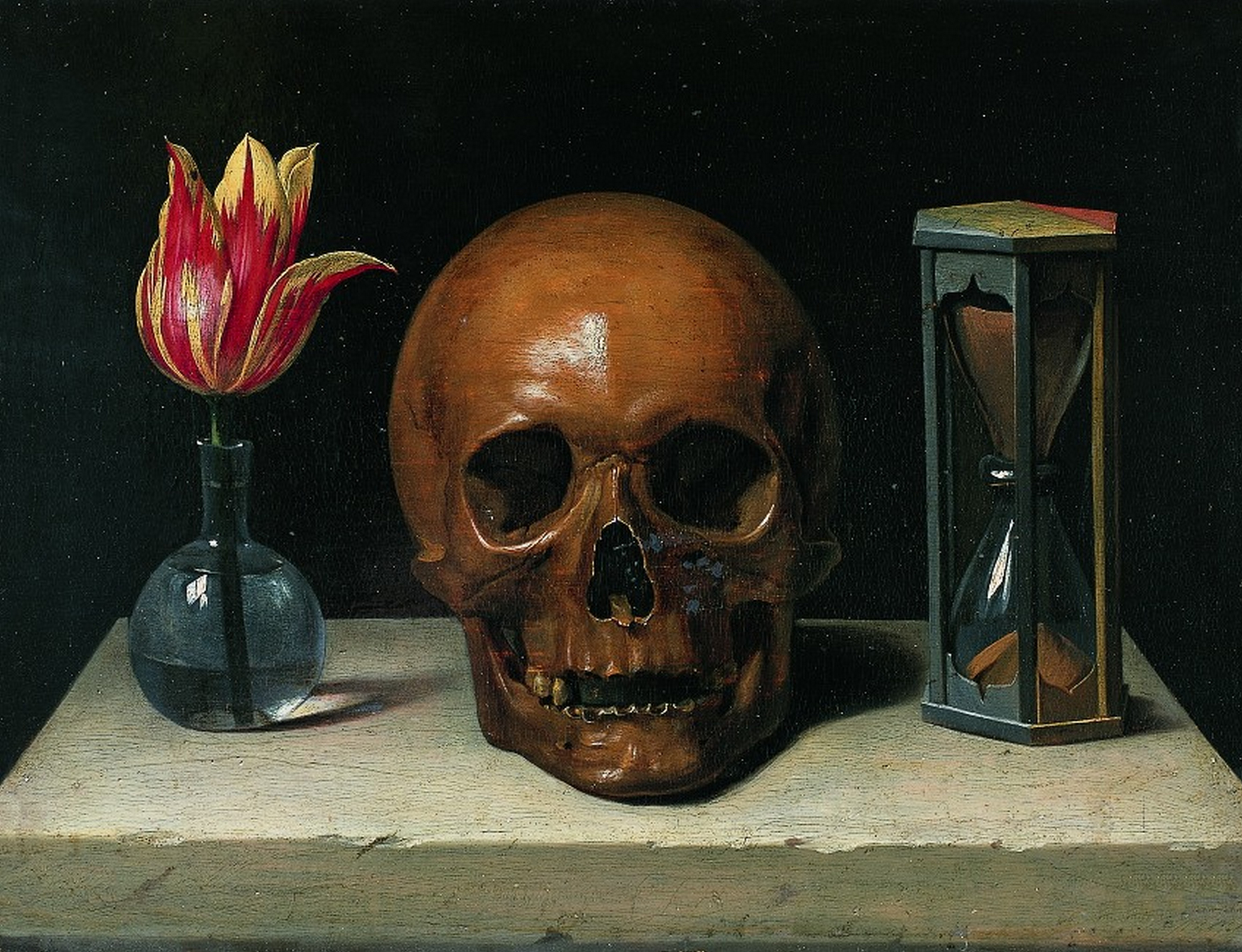
Vanitas de Philippe de Champaigne.

En art, vanitas (terme llatí que significa 'vanitat') designa una categoria particular de natura morta, d'alt valor simbòlic i religiós, molt practicat en la pintura barroca, particularment en la flamenca.
El seu nom i concepció es relacionen amb el políptot famós de l'Eclesiastès: vanitas vanitatum, et omnia vanitas (vanitat de vanitats, i tot és vanitat). El missatge vol transmetre la inutilitat dels plaers mundans enfront a la certesa de la mort, animant a l'adopció d'un ombriu punt de vista sobre el món. És, tanmateix, un element essencial en el sorgiment de la natura morta com a gènere individual.

## Història
En el segle sis-cents a Espanya, com als altres països Europeus, li esdevenen epidèmies, pestes, fam i sequeres. A la decadent situació social, se li sumaven les derrotes militars juntament amb les crisis econòmiques i polítiques (Rodríguez de Ceballos, 1992: 6). La situació estava en un propens declivi, culpa de la mala gestió reial dels recursos obtinguts al llarg de les successives conquestes territorials de països com Portugal, zones de la península Itàlica o territoris d'Àfrica i d'Amèrica Llatina.
També, a principis del segle XVI, s'originen les guerres de religió contra els Calvinistes. Això, propicia l'atribució d'un tint polític a la religió, que marcarà el pensament social i el desenvolupament de multitud d'imatges propagandístiques i d'iconografia nova davant una vida efímera a la qual -ja sigui per la falta de salubritat, per les crisis, les guerres o els dubtes per la fe- li aguaita la imminent mort. Es produeix una exacerbació d'aquest sentiment, a causa de les condicions específiques dels segles XV i XVI, amb l'auge al segle XVII. Encara que en altres èpoques o cultures ja s'havien produït fets similars, durant "el Segle d'Or Espanyol" s'arrossegaven des del segle XIV encadenaments de crisis amb la Guerra dels Cent Anys i el Cisma Papal, al mateix temps que contínues onades de pestes (Humanae Vitae: 38).

## Iconografia

### Origen: la mort com a iconografia
La iconografia de la mort ha estat recurrent al llarg dels segles, podria dir-se que, des que l'ésser humà existeix, s'ha preguntat sobre aquest succés i, en conseqüència, l'ha representat en les seves formes artístiques. Durant l'edat antiga es va adquirir una actitud melancòlica davant del destí inevitable, per això, s'incitava al Carpe Diem. En l'alta edat mitjana la mort és igual a la fi de l'existència Ubi sunt, amb la introducció del catolicisme, es creu que s'arribarà mitjançant el traspàs a una millor vida, a la veritat. A la fi de l'edat mitjana es busca un polsim d'esperança gràcies a fórmules com el Memento Mori, on s'advoca per viure el dia a dia amb prudència, a diferència del caràcter festiu dels clàssics.
El canvi de paradigma succeeix en l'època del segle XVI, arran de l'inici de la Contrareforma marcada per les famoses Noranta i cinc tesis de Luter publicades en el 1517. La situació general, fora d'aquest trencament d'hegemonia entre l'església i la fe cristianes, tampoc estava en un moment pròsper.
El pensament sobre la fugacitat de la vida s'infon en una població devastada per constants cops. La idea de la mort s'irradia a tots els plans de la vida humana, fent que aquesta sigui part de la quotidianitat i de les representacions artístiques. Segons Alfonso Rodríguez, triomfa la mort davant d’un desengany per la vida. És a dir que, l’angoixa davant les misèries, afavoreix el retorn d'un aspecte ideal i formalment macabre, afegint a les obres símbols reiteratius com la calavera a la qual se li atorga connotacions literàries, poètiques, a més de religioses.

### Context Protestant
L’acumulació d’objectes és justificada per l'interès de relatar diversos missatges, amb un desplegament de símbols comuns dins de la iconografia establerts des de l'edat mitjana i canviants segons el mode de pensar de l'època. Així doncs, la Vanitas funciona com un símbol representatiu de la situació decadent de l'Europa del segle setze.
Deu el seu origen, sobretot, a la situació de l'Holanda burgesa protestant i dels seus pintors preciosistes flamencs Pérez-Sánchez (1997: 31). Es relaciona el gust per l'art figuratiu de la zona juntament amb la iconoclàstia protestant, els quals funcionen com un brou de cultiu per a la transformació d'un gènere com la natura morta, cap a la Vanitas. Els artistes flamencs faciliten una lectura fàcil, domèstica i profana amb elements recognoscibles com: espelmes recentment apagades amb un fil de fum dibuixat, rellotges de tota mena, flors marcint-se o fruits podrits, sempre (o gairebé sempre) acompanyats de la mort amb la calavera.
El rerefons o l'objectiu final de les obres s'enfoca a satisfer les necessitats científiques de les societats del nord d'Europa, obstinades a conèixer el món tal qual és: científicament. Encara que, hi ha un rebuig per l'art religiós, l'espiritualitat està igualment present, l'art es posa al servei de moralitzar a l'espectador que ha de tenir sempre la mort present.
Una altra visió és el retorn als països protestants de filosofies estoiques mitjançant la recuperació d'autors com Sèneca, que demostren que, l'eliminació de la religió catòlica no era del tot real, encara que ideal. Ja que, aquests reprodueixen la mateixa concepció pessimista davant la condició humana, present també en els textos bíblics cristians (Rodríguez de Ceballos, 1992: 12).

### Imperi español
En el context catòlic de l'Imperi Espanyol, es va donar un fenomen diferent. El segle setze es va presentar com una endevinalla a desmantellar on abundaven els conceptes entrecreuats i recarregats amb múltiples missatges subliminars, buscant d'aquesta manera l'expressió i el moviment. És interessant la semblant combinació d'objectes significants en les Vanitas de l'època que són generalment repetits i, alhora, codificats com a símbols de la caducitat de la vida. Entre ells és habitual trobar-nos la calavera o calaveres en plural, el rellotge de sorra, la clepsidra o el rellotge mecànic (inclòs per ser un gran invent en el segle XVII), espelmes recentment apagades, flors marcides o a punt de marcir-se, instruments de penitència, pipes amb un halo de fum, entre d'altres. També, en algunes ocasions, s'acompanyaven del rellotge mecànic (inclòs per ser un gran invent en el segle XVII), espelmes recentment apagades, flors marcides o a punt de marcir-se, instruments de penitència, pipes amb un halo de fum, entre d'altres.
A més a més, s'acompanyaven d'inscripcions moralitzadores amb afirmacions com ara Memento Mori, Et in Arcadia Ego o In Ictus Oculi o s'inspiraven en emblemes per a reflectir els seus missatges i insistir en la moral cristiana. Valdivieso (2009) explica de les Vanitas: "aquest tipus d'obra inclou profunds discursos morals destinats a commoure l'esperit i induir a la reflexió sobre la brevetat de la vida i el triomf de la mort sobre els gaudeixo terrenals". Un dels artistes que va encarnar millor aquesta tendència va ser Valdés Leal amb els seus llenços de l'Hospital de la Caritat o les Al·legories de la Vanitat i de la Salvació.